# エウリー・ペレス
- ユーリー・ペレス

エウリー・エドゥアルド・ペレス（Eury Eduardo Pérez、1990年5月30日 - ）は、ドミニカ共和国サントドミンゴ出身のプロ野球選手（外野手）。右投右打。
「ユーリー・ペレス」と表記されることもある。

## 経歴

### プロ入りとナショナルズ時代
2007年にワシントン・ナショナルズと契約してプロ入り。
2010年にオールスター・フューチャーズゲームに選ばれた。
2011年オフにルール・ファイブ・ドラフトでの他球団からの指名を避けるため40人枠に登録された。
2012年9月1日のセントルイス・カージナルス戦でメジャーデビューした。
2013年はシーズン開幕前の3月に開催された第3回ワールド・ベースボール・クラシック（WBC）のドミニカ共和国代表に選出された。同大会でドミニカ共和国は優勝している。
2014年9月18日にDFAとなった。

### ヤンキース時代
2014年9月22日にウェイバー公示を経てニューヨーク・ヤンキースへ移籍した。
2015年1月16日にDFAとなった。

### ブレーブス時代
2015年1月23日にウェイバー公示を経てアトランタ・ブレーブスへ移籍した。この年は、控え外野手として47試合に出場した。打撃面では、打率.269・5打点・3盗塁という成績を記録した。守備面では、外野の全ポジションで守りに就き、内訳は左翼手29試合で無失策・DRS +2、右翼手6試合で無失策・DRS +1、中堅手3試合で1失策・守備率.750・DRS -3という内容だった。オフの12月2日にノンテンダーFAとなった。

### アストロズ傘下時代
2016年1月1日にヒューストン・アストロズとマイナー契約を結び、スプリングトレーニングに招待選手として参加することになった。開幕から傘下のAAA級フレズノ・グリズリーズでプレーした。

### レイズ傘下時代
2016年6月23日に金銭トレードで、タンパベイ・レイズへ移籍し、傘下のAAA級ダーラム・ブルズへ配属された。オフの11月7日にFAとなった。

### パイレーツ傘下時代
2016年12月16日にピッツバーグ・パイレーツとマイナー契約を結び、2017年のスプリングトレーニングに招待選手として参加することになった。
2017年は開幕から主に傘下のAAA級インディアナポリス・インディアンスでプレーした。

### マーリンズ傘下時代
2017年8月3日に金銭トレードで、マイアミ・マーリンズへ移籍し、傘下のAAA級ニューオーリンズ・ベビーケークスへ配属された。11月6日にFAとなった。

### ジャイアンツ傘下時代
2018年2月23日にサンフランシスコ・ジャイアンツとマイナー契約を結んだが、シーズン後FAとなった。

### メキシカンリーグ時代
2019年3月1日にリーガ・メヒカーナ・デ・ベイスボルのオアハカ・ウォーリアーズと契約を結んだ。4月13日に放出された。4月15日にタバスコ・キャトルメンと契約を結んだ。5月25日に放出された。

### 独立リーグ時代
2020年12月9日、アメリカン・アソシエーションのスーシティ・エクスプローラーズと契約を結んだ。1試合も出場することなく、2021年7月10日に自由契約となった。
2022年8月16日にアトランティックリーグのケンタッキー・ワイルドヘルス・ゲノムスと契約。

## 詳細情報

### 年度別打撃成績
| 年 度    | 球 団    | 試 合 | 打 席 | 打 数 | 得 点 | 安 打 | 二 塁 打 | 三 塁 打 | 本 塁 打 | 塁 打 | 打 点 | 盗 塁 | 盗 塁 死 | 犠 打 | 犠 飛 | 四 球 | 敬 遠 | 死 球 | 三 振 | 併 殺 打 | 打 率 | 出 塁 率 | 長 打 率 | O P S |
| -------- | -------- | ----- | ----- | ----- | ----- | ----- | -------- | -------- | -------- | ----- | ----- | ----- | -------- | ----- | ----- | ----- | ----- | ----- | ----- | -------- | ----- | -------- | -------- | ----- |
| 2012     | WSH      | 13    | 5     | 5     | 3     | 1     | 0        | 0        | 0        | 1     | 0     | 3     | 0        | 0     | 0     | 0     | 0     | 0     | 0     | 0        | .200  | .200     | .200     | .400  |
| 2013     | WSH      | 9     | 8     | 8     | 1     | 1     | 0        | 0        | 0        | 1     | 0     | 1     | 0        | 0     | 0     | 0     | 0     | 0     | 3     | 0        | .125  | .125     | .125     | .250  |
| 2014     | NYY      | 4     | 10    | 10    | 2     | 2     | 0        | 0        | 0        | 2     | 0     | 1     | 0        | 0     | 0     | 0     | 0     | 0     | 3     | 0        | .200  | .200     | .200     | .400  |
| 2015     | ATL      | 47    | 133   | 119   | 10    | 32    | 4        | 0        | 0        | 36    | 5     | 3     | 1        | 3     | 0     | 7     | 1     | 4     | 23    | 3        | .269  | .331     | .303     | .633  |
| MLB：4年 | MLB：4年 | 73    | 156   | 142   | 16    | 36    | 4        | 0        | 0        | 40    | 5     | 8     | 1        | 3     | 0     | 7     | 1     | 4     | 29    | 3        | .254  | .307     | .282     | .589  |

- 2022年度シーズン終了時

### 年度別守備成績
| 年 度 | 球 団 | 中堅（CF） | 中堅（CF） | 中堅（CF） | 中堅（CF） | 中堅（CF） | 中堅（CF） | 左翼（LF） | 左翼（LF） | 左翼（LF） | 左翼（LF） | 左翼（LF） | 左翼（LF） | 右翼（RF） | 右翼（RF） | 右翼（RF） | 右翼（RF） | 右翼（RF） | 右翼（RF） |
| 年 度 | 球 団 | 試 合      | 刺 殺      | 補 殺      | 失 策      | 併 殺      | 守 備 率   | 試 合      | 刺 殺      | 補 殺      | 失 策      | 併 殺      | 守 備 率   | 試 合      | 刺 殺      | 補 殺      | 失 策      | 併 殺      | 守 備 率   |
| ----- | ----- | ---------- | ---------- | ---------- | ---------- | ---------- | ---------- | ---------- | ---------- | ---------- | ---------- | ---------- | ---------- | ---------- | ---------- | ---------- | ---------- | ---------- | ---------- |
| 2012  | WSH   | 4          | 1          | 0          | 0          | 0          | 1.000      | 3          | 0          | 0          | 0          | 0          | ----       | -          | -          | -          | -          | -          | -          |
| 2013  | WSH   | 4          | 7          | 0          | 0          | 0          | 1.000      | 3          | 3          | 0          | 0          | 0          | 1.000      | 1          | 1          | 0          | 0          | 0          | 1.000      |
| 2014  | NYY   | 2          | 6          | 0          | 2          | 0          | .750       | -          | -          | -          | -          | -          | -          | 2          | 2          | 0          | 1          | 0          | .667       |
| 2015  | ATL   | 3          | 3          | 0          | 1          | 0          | .750       | 29         | 50         | 2          | 0          | 0          | 1.000      | 6          | 8          | 1          | 0          | 0          | 1.000      |
| MLB   | MLB   | 13         | 17         | 0          | 3          | 0          | .850       | 35         | 53         | 2          | 0          | 0          | 1.000      | 9          | 11         | 1          | 1          | 0          | .923       |

- 2022年度シーズン終了時

### 獲得タイトル・表彰・記録
MiLB
- オールスター・フューチャーズゲーム選出：1回（2010年）

### 背番号
- 55（2012年）
- 3（2013年）
- 40（2014年）
- 14（2015年）

### 代表歴
- 2013 ワールド・ベースボール・クラシック・ドミニカ共和国代表